# 武威满城
武威满城，位于中国甘肃省武威市凉州区，为一个省级文物保护单位，类型为古遗址。
武威满城的历史年代为清代。